# George Bassman
George Bassman (* 7. Februar 1914 in New York City; † 26. Juni 1997 in Los Angeles) war ein US-amerikanischer Komponist und Arrangeur.

## Leben und Werk
Bassman wurde als Sohn einer jüdisch-russischen Emigrantenfamilie in New York geboren und wuchs in Boston auf, wo er auch früh Musikunterricht am Boston Konservatorium nahm. Er studierte dort Orchestrierung und Komposition, verließ aber als Teenager gegen den Willen seines Vaters die Schule, um Klavier in einer Jazz-Band zu spielen. Später arbeitete er als Arrangeur bei Fletcher Henderson und später für Andre Kostelanetz.
Durch diese Kontakte wurde er Mitglied der New Yorker Jazz-Szene und begann auch bald, Lieder zu schreiben. Eines seiner bekanntesten Lieder ist I’m Getting Sentimental Over You, das er mit Ned Washington für Tommy Dorsey schrieb. In den 1930er Jahren ging er nach Hollywood, wo er die Gershwin-Lieder im Fred-Astaire-Film Ein Fräulein in Nöten orchestrierte.
Er komponierte Musik für die Marx-Brothers-Filme Ein Tag beim Rennen, Go West und Die Marx Brothers im Kaufhaus und schrieb und arrangierte für Musicals wie Lady Be Good und Cabin in the Sky. Weitere bekannte Filme sind das Judy-Garland-Musical Das zauberhafte Land, wo er die Hintergrundmusik orchestrierte, sowie Babes in Arms, Babes on Broadway und For Me and My Gal.
Seine Hollywood-Karriere erlitt 1947 in der McCarthy-Ära einen Rückschlag, als er zugab, der Kommunistischen Partei angehört zu haben. Zwischenzeitlich ging Bassman nach New York, um dort am Theater, für das Fernsehen und für kleine unabhängige Filmproduktionen zu arbeiten. 1962 kehrte nach Hollywood zurück, geriet aber dort in Streit mit den Produzenten von Sacramento. Mit dem Film Mail Order Bride beendete Bassman seine Karriere in Hollywood. Bassman starb vereinsamt 1997 in Los Angeles.

## Filmografie (Auswahl)
- 1946: Im Netz der Leidenschaften (The Postman Always Rings Twice)
- 1962: Sacramento (Ride the High Country)